# Champeta Paradise
Champeta Paradise es una película colombiana de género drama-romance. Dirigida por Ernesto McCausland, producida por La Esquina del Cine con los guiones de Ernesto McCausland y Eduardo Ortega. 
Protagonizada por Chechy Avendaño, Pierre Bustillos y Rafael Camerano, y las participaciones estelares de: José Luis García Campos, Margarita Duncan, entre otros.

## Reparto
- Rafael Camerano es Zorro Villamil.
- Chechy Avendaño es Celia.
- Pierre Bustillos es Napito Light.
- José Luis García Campos es Álvaro "El barbaro".
- Margarita Duncan es Isabela "Isa".
- José Luis García
- Darío Gómez es Napo Charris.
- Luis Alfredo Velasco es Teniente Mauricio.

- Datos: Q16490828